# Кучук-султан (Казахский султан)
Кучук-султан — (Кучик, Кучунк, Кичинек) в 1611 году поддержал Имам-Кули-хана из династии Аштарханидов в борьбе с Вали-Мухаммадом. Позже он вместе с братом Ишим-ханом участвовал в событиях в Кашгарии на стороне Абд ар-Рахима, своего зятя. У Кучук-султана был сын, чье имя неизвестно. Сын хана Шигая.
Кучук (Кучик) упоминается как один из предводителей казахов, калмаков и киргизов, заключивших союз для войны против Имамкули-хана. Помимо Кучука, лидерами союза выступали Есим-хан, Абылай и Назар. Против объединённых сил Имамкули-хан направил большое войско под командованием Надир-мирзы-тагая, которому на помощь отправил Турсун-Мухаммед-хана с его войском. В сражении Аштарханидам удалось одержать победу, что привело к заключению соглашения между Турсун-Мухаммед-ханом и Имамкули-хана.
К 1628 году группы хошоутов и торгоутов под властью Чокур-тайши заняли кочевья Ногайской орды в районе рек Урал и Эмба, но испытывали давление со стороны казахов под управлением Кучук-султана. Под его властью находилось около 10 тысяч человек.